# 千代田町 (佐賀県)
千代田町（ちよだちょう）は、かつて佐賀県の東部にあった町。神埼郡に属していた。『次郎物語』の作者、下村湖人の生誕地である町のキャッチフレーズは「水と緑と次郎の里」。
2006年3月20日、神埼郡脊振村および神埼町と合併（新設合併）し、神埼市となって消滅した。

## 地理
佐賀県の東部、筑後川の北岸の佐賀平野にあり、南東部は筑後川を挟んで福岡県に接する。全域が平野で、山はない。
- 河川: 筑後川、城原川

### 隣接していた市町村
- 佐賀市
- 神埼郡神埼町・吉野ヶ里町
- 三養基郡みやき町
- 福岡県久留米市
- 福岡県大川市

## 歴史

### 近現代
- 1889年（明治22年）4月1日 -  町村制施行により、城田村・境野村・千歳村・蓮池村が発足。
- 1935年（昭和10年）11月3日 - 蓮池村が町制施行。蓮池町となる。
- 1955年（昭和30年）4月1日 - 城田村・境野村・千歳村・蓮池町の一部が合併（新設合併）して千代田村が発足（蓮池町の他の地域は佐賀市へ編入）。
- 1965年（昭和40年）4月1日 - 千代田村が町制施行、千代田町となる。
- 2006年（平成18年）3月20日 - 神埼郡脊振村、神埼町と合併し、市制施行して神埼市となり消滅。

## 行政

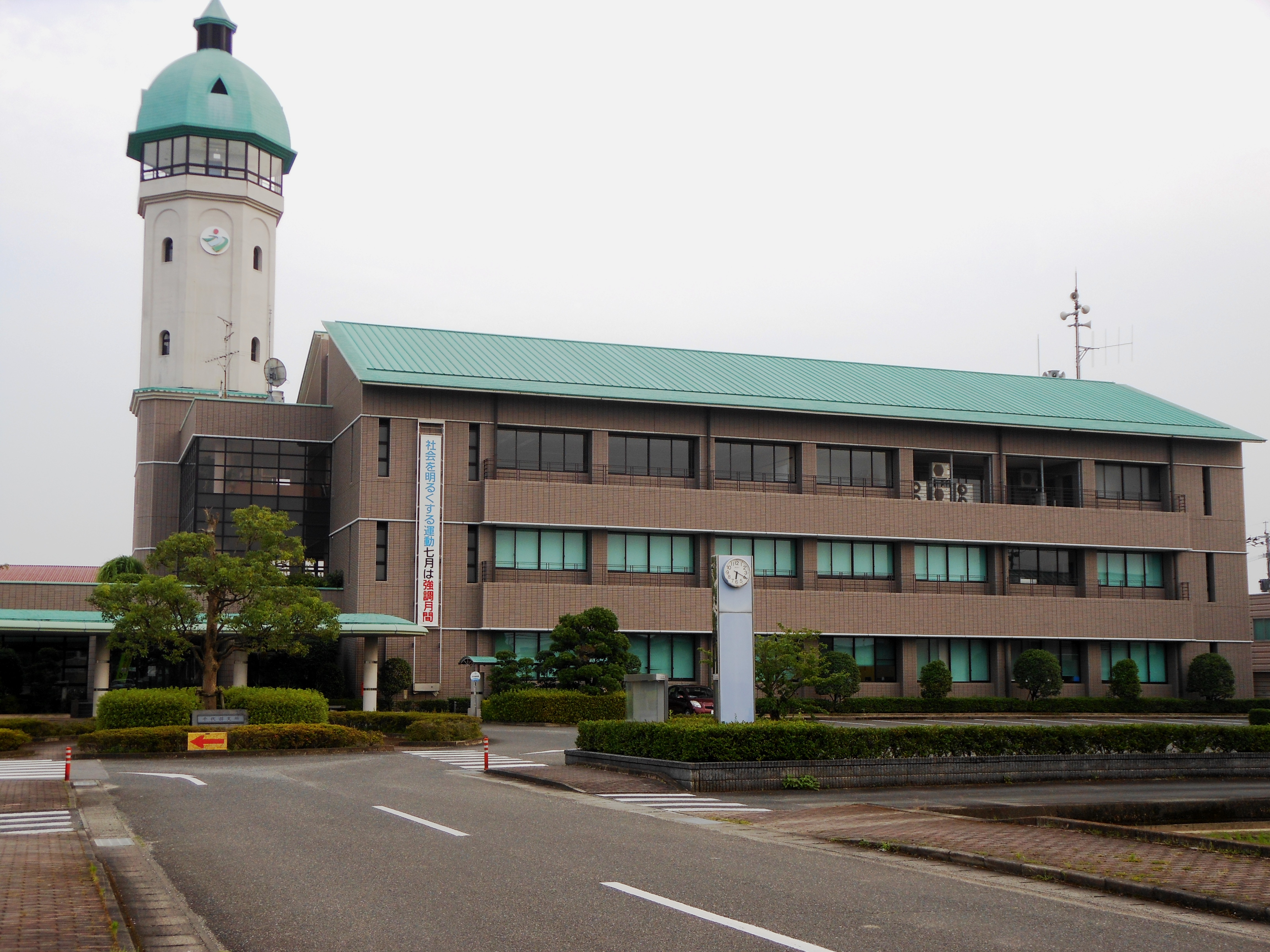
神埼市役所千代田庁舎、2015年撮影（旧千代田町役場）

- 町長：内川修治（最終代）

## 産業

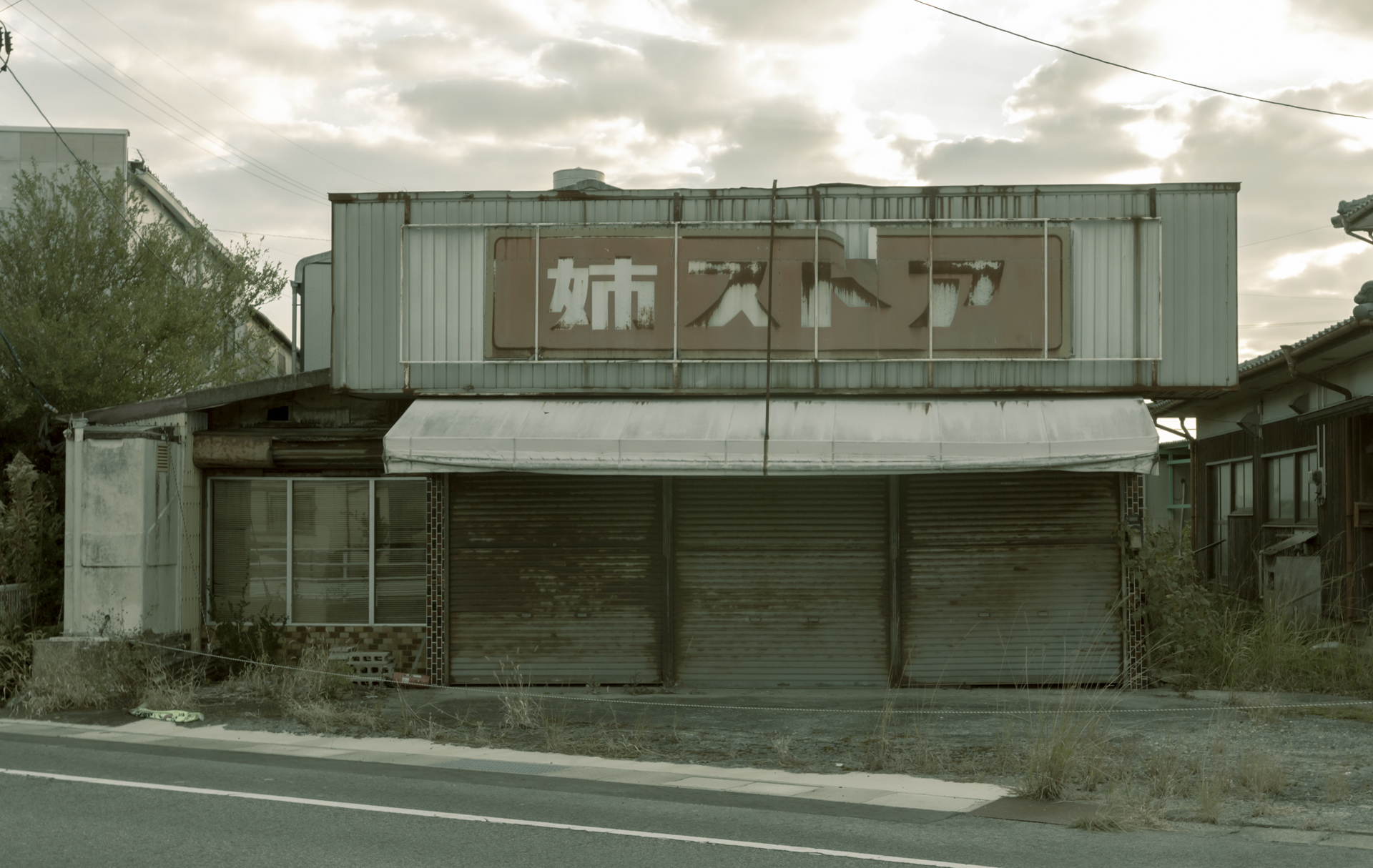
千代田町姉に存在した姉ストア

クリークにより導水する農業が中心。町の東側に千代田東部工業団地が建設され、製造業の誘致が図られている。

## 地域

### 教育

#### 中学校
町立
- 千代田中学校

#### 小学校
町立
- 千代田東部小学校
- 千代田中部小学校
- 千代田西部小学校

## 交通

### 空港
最寄り空港は佐賀空港。

### 鉄道
町内を鉄道路線は通っていない。最寄り駅はJR九州長崎本線の神埼駅または伊賀屋駅。

### バス路線
- 佐賀市交通局
- 西鉄バスグループ（西鉄バス佐賀・西鉄バス久留米）

### 道路
- 高速道路の最寄りインターチェンジは長崎自動車道東脊振インターチェンジ。

#### 一般国道
- 国道34号
- 国道264号
- 国道385号

#### 主要地方道
- 佐賀県道15号佐賀八女線
- 佐賀県道48号佐賀外環状線

## 名所・旧跡・観光スポット・祭事・催事
- 直鳥城跡
- 下村湖人生家
- 次郎の森公園
- 堀デーちよだ
- 冠者神社相撲大会

## 千代田町出身の有名人
- 下村湖人（作家）
- 江頭2:50（タレント）
- 末永真史（プロ野球選手）
- 山田パンダ（フォークシンガー）かぐや姫メンバー

## 千代田町を舞台とした作品
- 次郎物語
- 民謡 佐賀の菱売り唄 - 特産品の菱の実を売り歩く際の「菱売り唄」。